# Булзи
Булзи́ — село в Каслинском районе Челябинской области России. Административный центр и единственный населённый пункт Булзинского сельского поселения. Находится на берегах реки Синары, примерно в 26 километрах к северо-востоку от районного центра, города Касли, на высоте 229 метров над уровнем моря.

## История
Деревня Болза (Булзи) впервые упоминается в переписи Уфимского уезда Сибирской губернии 1748 года. Согласно документу, ее первые жители — мещеряки — поселись здесь в 1744 году. 23 июня 1751 года получено разрешение Исетской (г. Челябинск) провинциальной канцелярии, о поселении государственных крестьян из Арамильской слободы Екатеринбургского уезда, в деревню Болза. При административном размежевании в 1781—1782 гг. эти земли были переданы в Екатеринбургский уезд вновь созданной Пермской губернии. При этом изменился и статус территории — из арендованной у башкир она была преобразована в государственную волость, получившую название Булзинской. К 1812 году Булзинская волость с самим селом и деревней Мало-булзинской была присоединена к соседней Коневской. Изменились и границы церковных приходов. По последней переписи царской России 1915 года в село Булзинское Булзинской волости Екатеринбургского уезда Пермской губернии входили: д. Малые-Булзи (Горбуновка) д. Бушуевка, д. Иткуль (Ключи), д. Вольхвка, с общим количествомом жителей 5345 человек ещё входила д. Караболка, д. Пороховая с 1464 жителя итого 6809 человек. В селе Булзинском в 1841 году была построена церковь в честь праздника Покрова Пресвятой Богородицы. Также были: волосное правление, две земских школы, кредитное товарищество (земельный банк), библиотека ценнейших книг при церкви, 2 водяных мельницы, 5 кузниц, синильное (покрасочное) производство, 2 торговых лавки, опытный сельскохозяйственный участок от Ново-Тихвинского женского монастыря, заимка купца Кулакова впоследствии стала опытно показательным хозяйством. При советской власти на 1924 год в Булзях всего с/х земли 4269,5 под посевом 2930 десятин. В 1927 г. организуется товарищество по совместной обработке земли (ТОЗ). В 1929 году страна взяла курс на кооперацию крестьян, и в Булзях был создан колхоз «Новая жизнь». В 1934 г. колхоз разукрупнили на три, в самих Булзях он стал называться «Кировским» (в честь С. М. Кирова). В деревне Мало-Булзинской или Горбуновке образовался колхоз им. Чапаева и третий колхоз назвали «Красный Октябрь», в него вошли деревни Бушуевка, Малые и Большие Ключи. Позже на общем собрании колхозников 27 марта 1960 г. все три колхоза объединили в один с названием «Победа». В 1970 году организован совхоз Булзинский с центральной усадьбой в селе Булзи и пятью отделениями. Первое и второе находилось в самом селе, специализировались на производстве молока. Третье отделение находилось в деревне Григорьевка, в котором был свинокомплекс на 10 тыс. свиней и откорм КРС в деревне Щербаковка, четвертое отделение в дер. Клеопино с молочно-товарной фермой и пятое в дер. Знаменка с откормом свинопоголовья. на 3 тыс. Сельскохозяйственная площадь 14 460 га из них 11 895 га посевная. В январе 1992 года совхоз ликвидирован, в мае этого года образовано на базе совхоза закрытое акционерное общество Булзинское. В 2002 году на общем собрании акционеров организован СПК Булзинский, в 2009 году оба предприятия ликвидированы.

## Население
| 2002 | 2010 | 2011 | 2012 | 2013 | 2014 | 2015 |
| ---- | ---- | ---- | ---- | ---- | ---- | ---- |
| 1089 | ↘760 | ↘757 | ↘725 | ↗731 | ↗740 | ↘734 |
| 2016 | 2017 | 2018 | 2019 | 2020 | 2021 |      |
| ↘706 | ↘679 | ↗681 | ↘631 | ↗641 | ↘541 |      |

По данным Всероссийской переписи, в 2010 году численность населения села составляла 760 человек (369 мужчин и 391 женщина).

## Инфраструктура
В селе Булзи функционируют основная общеобразовательная школа, детский сад (МДОУ Д/С «Золотой Петушок»), дом культуры, фельдшерско-акушерский пункт и отделение связи.

## Улицы
Уличная сеть села состоит из 15 улиц и 3 переулков.